# Чупровський Юрій Володимирович
Чупро́вський Ю́рій Володи́мирович — сержант Збройних сил України.
В мирний час проживає у місті Тернопіль. У часі війни — в складі 44-ї артилерійської бригади.

## Нагороди
За особисту мужність і героїзм, виявлені у захисті державного суверенітету та територіальної цілісності України, вірність військовій присязі, відзначений — нагороджений
- 27 червня 2015 року — орденом «За мужність» III ступеня